# 小牧師 (1922年の映画)
『小牧師』（しょうぼくし、The Little Minister）は、アメリカ合衆国で1922年に制作されたサイレントのドラマ映画であり、デイヴィッド・スミスが監督し、バイタグラフ・カンパニー・オブ・アメリカが制作・配給したが、現在では失われた映画とされている。この作品は、ジェームス・バリーの小説、戯曲『The Little Minister』を原作としている。この作品は、ベティ・カンプソン主演で1921年末に公開されたパラマウント映画版の『小牧師』とほぼ直接に競合するタイミングで公開された。こちらの作品は、バイタグラフの作品にしばしば登場していたアリス・カルホーンとジェームス・モリソンの主演であった。

## キャスト
- アリス・カルホーン - レディ・バビー (Lady Babbie)
- ジェームス・モリソン - ゲヴィン・ディシャート (Gavin Dishart)
- ヘンリー・ハーバート（英語版） - リントール卿 (Lord Rintoul)
- アルバータ・リー (Alberta Lee) - マーガレット・ディシャート (Margaret Dishart)
- ウィリアム・マッコール（） - ロブ・ドウ (Rob Dow)
- ドロシア・ウォルバート（英語版） - ナニー、ウェブスター (Nanny Webster)
- モード・エメリー (Maud Emery) - ジーン (Jean)
- ジョージ・スタンリー (George Stanley) - マックイーン博士 (Doctor McQueen)
- リチャード・ダニエルズ（英語版） - マイカー・ドウ (Micah Dow)
- チャールズ・ウィーロック (Charles Wheelock) - ホーリウェル大尉 (Captain Halliwell)